# Néret
Néret é uma comuna francesa na região administrativa do Centro, no departamento Indre. Estende-se por uma área de 18,91 km². Em 2010 a comuna tinha 196 habitantes (densidade: 10,4 hab./km²).